# Medaljen över Jenny
Medaljen över Jenny är en roman av Stina Aronson, utgiven 1935 på Natur & Kultur. Boken återutgavs 1952 på Vingförlaget.